# Măndălina Cătălinici
Sfânta Magdalena (Măndălina) de la Mălainița (n. 22 noiembrie 1895 – d. 15 octombrie 1962) a fost o femeie română din satul Mălainița din Timoc.
Tatăl ei, Milenko Ilić, era de neam sârb, iar mama, Milca, româncă din vechea familie Cătălinici venită din Transilvania în Valea Timocului -Serbia. La botezul său, săvârșit la 3/16 decembrie, a primit numele de Măndălina (Magdalena), semn al chemării ei spre o viață de smerenie și slujire. 
Este cunoscută ca şi "baba care a cântat cu popi".
A fost canonizată ca sfântă de Sfântul Sinod al Bisericii Ortodoxe Române în ședința sa din 1 iulie 2025, cu titulatura „Sfânta Magdalena de la Mălainița” și prăznuirea în ziua de 15 octombrie.